# Saint-Pierre-du-Bosguérard
Saint-Pierre-du-Bosguérard település Franciaországban, Eure megyében. Lakosainak száma 962 fő (2022. január 1.). Saint-Pierre-du-Bosguérard Bosroumois, Grand-Bourgtheroulde és Les Monts du Roumois községekkel határos.

## Népesség
A település népessége az elmúlt években az alábbi módon változott:
| Lakosok száma | 183  | 631  | 692  | 1009 | 1090 | 1059 | 1032 | 1012 | 995  | 962  |
|               | 1968 | 1982 | 1990 | 2006 | 2013 | 2015 | 2017 | 2019 | 2020 | 2022 |